# Єленк
Єленк (словен. Jelenk) — поселення в общині Загорє-об-Саві, Засавський регіон, Словенія. Висота над рівнем моря: 700,9 м.